# Velika nagrada Belgije 2010
Velika nagrada Belgije 2010 je trinajsta dirka Svetovnega prvenstva Formule 1 v sezoni 2010. Odvijala se je 29. avgusta 2010 na belgijskem dirkališču Circuit de Spa-Francorchamps. Zmagal je Lewis Hamilton, McLaren-Mercedes, drugo mesto je osvojil Mark Webber, Red Bull-Renault, tretji pa je bil Robert Kubica, Renault. 
Mark Webber, ki je osvojil najboljši štartni položaj, je štartal slabo in izgubil pet mest, povedel pa je Lewis Hamilton. Že v drugem krogu je na delu steze za krajši čas rahlo deževalo, zaradi česar je prišlo do nekaj menjav mest v ospredju. Robert Kubica, ki je po štartu prevzel drugo mesto, je padel za Jensona Buttona. Ob koncu drugega kroga je Rubens Barrichello, za katerega je bila to tristota dirka Formule 1, zaviral precej prepozno in trčil v Fernanda Alonsa, zaradi česar je na stezo zapeljal varnostni avto. Ob njegovem umiku je Sebastian Vettel prehitel Roberta Kubico za tretje mesto. Vodilni Hamilton se je začel oddaljevati od drugouvrščenega Buttona, ki je za seboj Vettla, Kubico, Webbra in Felipeja Masso. V šestnajstem krogu je Vettel napadel Buttona pred šikano, pri tem pa je za trenutek izgubil nadzor nad dirkalnikom in trčil v tekmeca. Button je moral takoj odstopiti, Vettel pa je zaradi postanka za menjavo prednjega krilca in kmalu še kazenskega postanka padel v začelje. Deset krogov pred koncem je ponovno pričelo rahlo deževati, zaradi česar je vodilni Hamilton zapeljal s steze v pesek, se celo dotaknil zaščitne ograde, toda uspel zapeljati nazaj na stezo, Kubica pa se mu je približal na nekaj sekund. Večina dirkačev je v tem času namestila pnevmatike za rahel dež, pri postanku pa je Webber uspel prehiteti Kubico, ki je zapeljal nekoliko pregloboko na svoje mesto za menjavo pnevmatik. Šest krogov pred koncem se je Alonso zavrtel, trčil v ogrado in se ustavil prečno na stezi, tako da je njegov dirkalnik blokiral dve tretjini širine steze, zaradi česar je moral ponovno posredovati varnostni avto. Štiri kroge pred koncem se je varnostni avto umaknil, toda vrstni red pri vrhu se ni več spremenil. 

## Rezultati
* - kazen.

### Kvalifikacije
| Poz | Št | Dirkač             | Konstruktor          | 1. del    | 2. del   | 3. del   | Št. m. |
| --- | -- | ------------------ | -------------------- | --------- | -------- | -------- | ------ |
| 1   | 6  | Mark Webber        | Red Bull-Renault     | 1:57,352  | 1:47,253 | 1:45,778 | 1      |
| 2   | 2  | Lewis Hamilton     | McLaren-Mercedes     | 1:56,706  | 1:46,211 | 1:45,863 | 2      |
| 3   | 11 | Robert Kubica      | Renault              | 1:56,041  | 1:47,320 | 1:46,100 | 3      |
| 4   | 5  | Sebastian Vettel   | Red Bull-Renault     | 1:58,487  | 1:47,245 | 1:46,127 | 4      |
| 5   | 1  | Jenson Button      | McLaren-Mercedes     | 1:57,981  | 1:46,790 | 1:46,206 | 5      |
| 6   | 7  | Felipe Massa       | Ferrari              | 1:58,323  | 1:47,322 | 1:46,314 | 6      |
| 7   | 9  | Rubens Barrichello | Williams-Cosworth    | 1:55,757  | 1:47,797 | 1:46,602 | 7      |
| 8   | 14 | Adrian Sutil       | Force India-Mercedes | 1:58,730  | 1:47,292 | 1:46,659 | 8      |
| 9   | 10 | Nico Hülkenberg    | Williams-Cosworth    | 1:55,442  | 1:47,821 | 1:47,053 | 9      |
| 10  | 8  | Fernando Alonso    | Ferrari              | 1:57,023  | 1:47,544 | 1:47,441 | 10     |
| 11  | 3  | Michael Schumacher | Mercedes             | 1:56,313  | 1:47,874 |          | 21*    |
| 12  | 4  | Nico Rosberg       | Mercedes             | 1:54,826  | 1:47,885 |          | 14*    |
| 13  | 17 | Jaime Alguersuari  | Toro Rosso-Ferrari   | 1:58,944  | 1:48,267 |          | 11     |
| 14  | 15 | Vitantonio Liuzzi  | Force India-Mercedes | 2:01,102  | 1:48,680 |          | 12     |
| 15  | 16 | Sébastien Buemi    | Toro Rosso-Ferrari   | 2:00,386  | 1:49,209 |          | 16*    |
| 16  | 19 | Heikki Kovalainen  | Lotus-Cosworth       | 2:01,343  | 1:50,980 |          | 13     |
| 17  | 24 | Timo Glock         | Virgin-Cosworth      | 2:01,316  | 1:52,049 |          | 20*    |
| 18  | 18 | Jarno Trulli       | Lotus-Cosworth       | 2:01,491  |          |          | 15     |
| 19  | 23 | Kamui Kobajaši     | BMW Sauber-Ferrari   | 2:02,284  |          |          | 17     |
| 20  | 21 | Bruno Senna        | HRT-Cosworth         | 2:03,612  |          |          | 18     |
| 21  | 20 | Sakon Jamamoto     | HRT-Cosworth         | 2:03,941  |          |          | 19     |
| 22  | 22 | Pedro de la Rosa   | BMW Sauber-Ferrari   | 2:05,294  |          |          | 24*    |
| 23  | 25 | Lucas di Grassi    | Virgin-Cosworth      | 2:18,754  |          |          | 22     |
| 24  | 12 | Vitalij Petrov     | Renault              | brez časa |          |          | 23     |

### Dirka
| Poz | Št | Dirkač             | Konstruktor          | Krogi | Čas/Odstop  | Št. m. | Toč |
| --- | -- | ------------------ | -------------------- | ----- | ----------- | ------ | --- |
| 1   | 2  | Lewis Hamilton     | McLaren-Mercedes     | 44    | 1:29:04,268 | 2      | 25  |
| 2   | 6  | Mark Webber        | Red Bull-Renault     | 44    | +1,571      | 1      | 18  |
| 3   | 11 | Robert Kubica      | Renault              | 44    | +3,493      | 3      | 15  |
| 4   | 7  | Felipe Massa       | Ferrari              | 44    | +8,264      | 6      | 12  |
| 5   | 14 | Adrian Sutil       | Force India-Mercedes | 44    | +9,094      | 8      | 10  |
| 6   | 4  | Nico Rosberg       | Mercedes             | 44    | +12,359     | 14     | 8   |
| 7   | 3  | Michael Schumacher | Mercedes             | 44    | +15,548     | 21     | 6   |
| 8   | 23 | Kamui Kobajaši     | BMW Sauber-Ferrari   | 44    | +16,678     | 17     | 4   |
| 9   | 12 | Vitalij Petrov     | Renault              | 44    | +23,851     | 23     | 2   |
| 10  | 15 | Vitantonio Liuzzi  | Force India-Mercedes | 44    | +34,831     | 12     | 1   |
| 11  | 22 | Pedro de la Rosa   | BMW Sauber-Ferrari   | 44    | +36,019     | 24     |     |
| 12  | 16 | Sébastien Buemi    | Toro Rosso-Ferrari   | 44    | +39,815     | 16     |     |
| 13  | 17 | Jaime Alguersuari  | Toro Rosso-Ferrari   | 44    | +49,457*    | 11     |     |
| 14  | 10 | Nico Hülkenberg    | Williams-Cosworth    | 43    | +1 krog     | 9      |     |
| 15  | 5  | Sebastian Vettel   | Red Bull-Renault     | 43    | +1 krog     | 4      |     |
| 16  | 19 | Heikki Kovalainen  | Lotus-Cosworth       | 43    | +1 krog     | 13     |     |
| 17  | 25 | Lucas di Grassi    | Virgin-Cosworth      | 43    | +1 krog     | 22     |     |
| 18  | 24 | Timo Glock         | Virgin-Cosworth      | 43    | +1 krog     | 20     |     |
| 19  | 18 | Jarno Trulli       | Lotus-Cosworth       | 43    | +1 krog     | 15     |     |
| 20  | 20 | Sakon Jamamoto     | HRT-Cosworth         | 42    | +2 kroga    | 19     |     |
| Ods | 8  | Fernando Alonso    | Ferrari              | 37    | Trčenje     | 10     |     |
| Ods | 1  | Jenson Button      | McLaren-Mercedes     | 15    | Trčenje     | 5      |     |
| Ods | 21 | Bruno Senna        | HRT-Cosworth         | 5     | Vzmetenje   | 18     |     |
| Ods | 9  | Rubens Barrichello | Williams-Cosworth    | 0     | Trčenje     | 7      |     |